# Neustadt 441 (Landshut)
Das mittelalterliche Gebäude Neustadt 441, der sogenannte Duschlbräu, in der Altstadt von Landshut wurde 2012 abgerissen. Das Gebäude war 10,80 Meter breit und wies eine Längsteilung und mit vier Meter hoher Durchfahrt zum Hof auf. Der Name Duschlbräu geht auf den Bierbrauer Nikolaus Duschl zurück, der ab 1795 Eigentümer des Hauses war. Die Dachkonstruktion stammt aus dem Jahr 1523.